# Блейз, Тара
Тара Блейз (англ. Tara Blaise; род. 1 марта 1975) — ирландская певица, работающая в жанрах поп-, фолк- и рок-музыки.

## Биография

### Ранние годы
Тара Блейз родилась 1 марта 1975 года в Лондоне шестым ребёнком архитектора и преподавательницы драматического искусства. В трёхлетнем возрасте родители перевезли её в Ирландию, где поселились в Охриме графства Уиклоу.
Окружённая с ранних лет атмосферой театра и музыки, в восьмилетнем возрасте Тара поступила в Королевскую Ирландскую музыкальную академию в Дублине. В 16 лет совместно со своими одноклассниками организовала группу «Les Legumes», однако её дебют на большой эстраде состоялся в качестве бэк-вокалистки столичной группы «The Wilde Oscars»; затем Блейз выпустила несколько синглов с группой «Igloo». В конце концов она приняла приглашение группы «Кэйди», которая даже пошла на перезапись своего нового альбома лишь для того, чтобы на нём зазвучал её вокал. Альбом заслужил одобрительные отзывы, однако широкой популярностью группа не пользовалась.

### Сольная карьера
Едва приняв решение о начале сольной карьеры, Блейз познакомилась с Джоном Хагсом, продюсером группы «Коррз» и музыкальным редактором фильма Алана Паркера «Группа „Коммитментс“», который записывал свой собственный инструментальный альбом «Wild Ocean» (Буйный океан) и искал для него вокалистку. Вместе они записали композиции «Dancing In the Wind» (Танцы на ветру), «Come Away» (Уходи) и «Deo»; также Блейз снялась в клипе на последнюю композицию.
Хагс предложил Таре Блейз запись её собственного альбома под его лейблом «Споукс», и отослал её в Лос-Анджелес к продюсеру «Коррз» Олле Ромо, который и выпустил в 2005 году её первый альбом, «Dancing On Tables Barefoot» (Босые пляски на столе). Первым синглом певицы стал «Fool for Love» (Простак в любви); его транслировало британское BBC Radio 2. На родине огромной популярностью пользовался другой её трек — «Paperback Cliché», перекрываемый по популярности лишь U2. Немного изменённая версия альбома вышла в 2006 году в Испании на DRO/Atlantic, подразделении Warner Music Group. В июле этого года Блейз вместе с гитаристами Энтони Дреннаном и Конором Брэди отправилась в турне по Испании, отыграв в Сантьяго-де-Компостелле, Мадриде и Барселоне акустические концерты.
В 2007 году Тара Блейз выпустила второй сингл, «Fall at the Start» (Фальстарт), а в 2008 году вышел её второй альбом, «Great Escape» (Великий исход). В 2009 году она выставила песню в кандидаты на Евровидение-2009 от Ирландии, однако песня не прошла национальный конкурс. В январе 2010 года Блейз вместе Дэйви Макманусом.

### Прочая деятельность
В апреле 2006 года Блейз сыграла роль Бет в музыкальной постановке «Войны миров» Джефа Уэйна; после этого участвовала ещё в ряде театральных проектов.
Блейз поучаствовала в рекламной кампании марки ирландской косметики Face2 Архивная копия от 21 июля 2011 на Wayback Machine. В конце 2008 года Блейз рекламировала в Ирландии марку Томми Хилфигера.

## Дискография

### Альбомы
| Год  | Название                   | Примечания       |
| ---- | -------------------------- | ---------------- |
| 2005 | Dancing on Tables Barefoot | переиздан в 2006 |
| 2008 | Great Escape               |                  |

### Синглы
| Год  | Название                     | Альбомы                    | Чарты                 |
| ---- | ---------------------------- | -------------------------- | --------------------- |
| 2004 | “Fool for Love»              | Dancing on Tables Barefoot |                       |
| 2005 | «Paperback Cliché»           | Dancing on Tables Barefoot | #2 в ирландском эфире |
| 2005 | «The Three Degrees»          | Dancing on Tables Barefoot |                       |
| 2005 | «The Three Degrees (ремикс)» | Dancing on Tables Barefoot | #9 Испания            |
| 2006 | «Unbearable Lightness»       | Dancing on Tables Barefoot |                       |
| 2006 | «Paperback Cliché (ремикс)»  | Dancing on Tables Barefoot | #50 Испания           |
| 2006 | «21 Years»                   | Dancing on Tables Barefoot |                       |
| 2007 | «Fall at the Start»          | Great Escape               |                       |
| 2008 | «Breathe»                    | Great Escape               |                       |
| 2008 | «Make You»                   | Great Escape               |                       |

### Сотворчество
| Год  | Название                 | Музыкант/Группа | Примечания                            |
| ---- | ------------------------ | --------------- | ------------------------------------- |
| 1997 | «Great Motivator»        | Igloo           | как Тара Иган-Лэнгли                  |
| 1998 | Stop! I’m Doing it Again | Кэйди           | как Тара Иган-Лэнгли                  |
| 1998 | Wild Ocean               | Джон Хагс       | Блейз — вокалистка в двух композициях |